# Spiders
"Spiders"는 미국 얼터너티브 메탈 밴드 시스템 오브 어 다운의 노래이다. 이 곡은 그들의 데뷔 앨범에 수록되었고 싱글로 발매되었다. 이 곡은 앨범에서 가장 멜로딕한 곡 중 하나이다.

## 트랙 목록
모든 가사는 세르이 탄키안이 썼고 모든 작곡은 다론 말라키안이 했다.
1. "Spiders" - 3:35

## 구성
- 세르이 탄키안 : 리드 보컬
- 다론 말라키안 : 기타
- 샤보 오다지안 : 베이스
- 존 돌마얀 : 드럼

## 차트 순위
| 연도 | 차트               | 순위 |
| ---- | ------------------ | ---- |
| 1999 | 메인스트림 록 트랙 | 25   |
| 1999 | 모던 록 트랙       | 38   |